# Eunos Cosmo

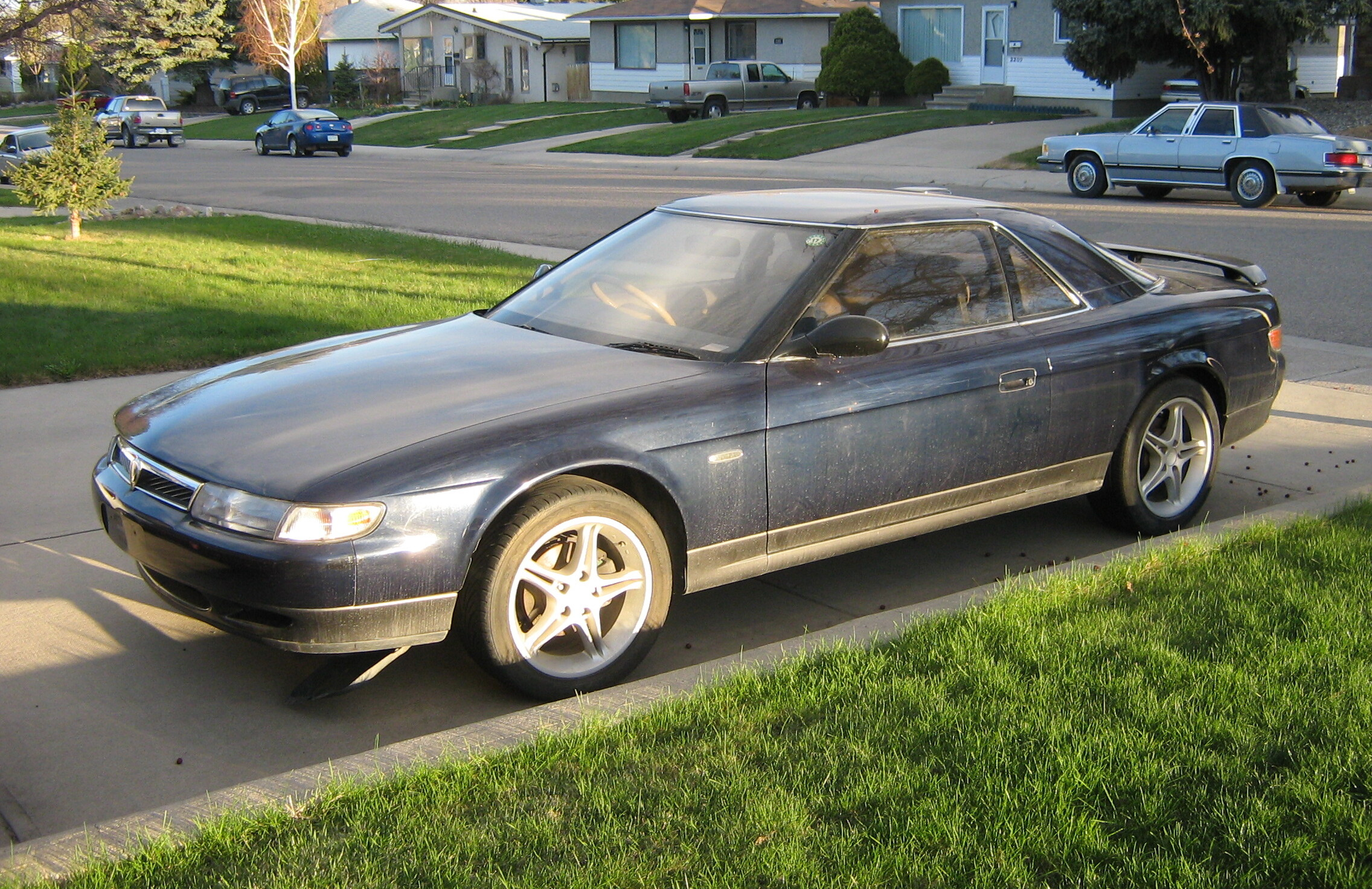
Seitenansicht

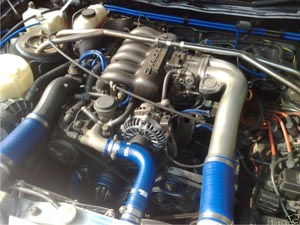
Motor

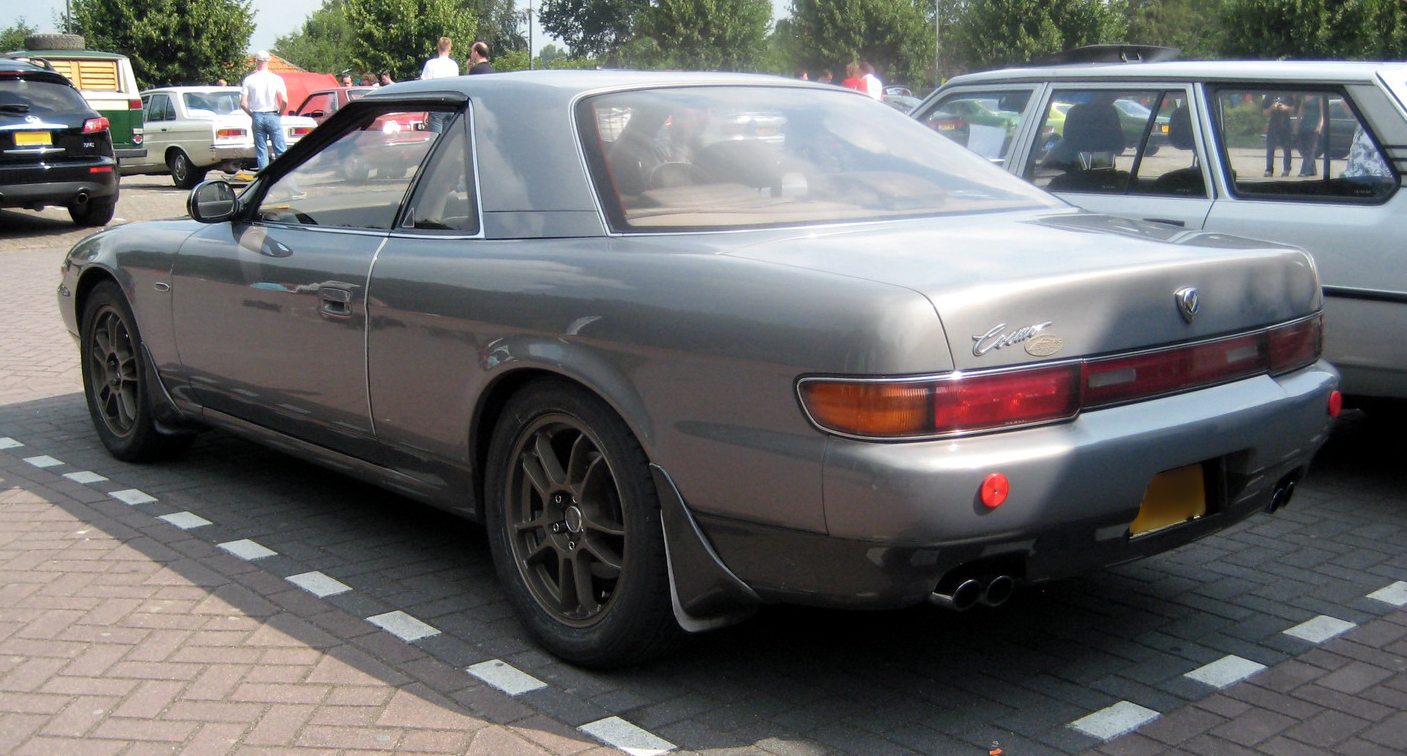
Heckansicht

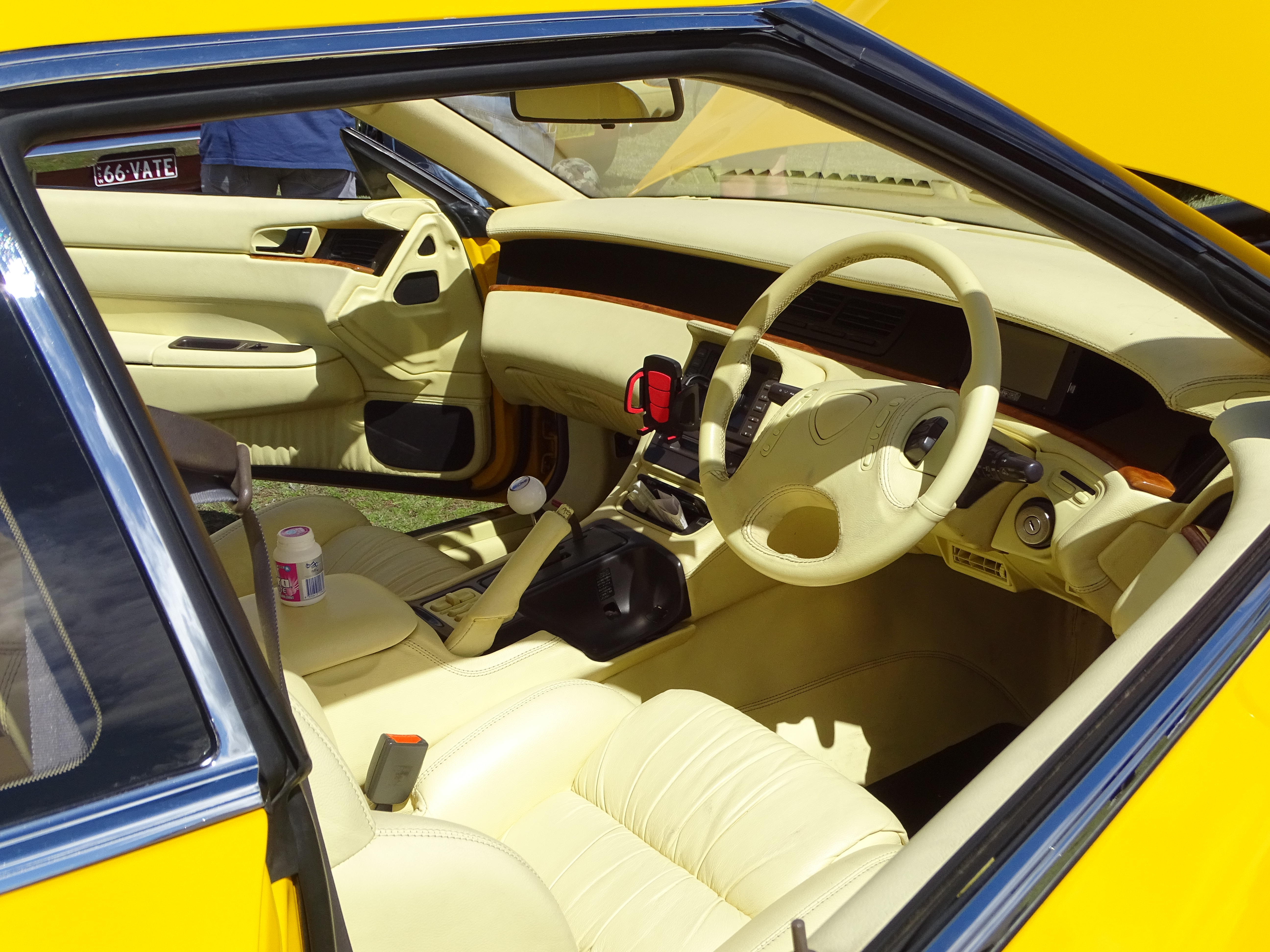
Innenraum

Der Eunos Cosmo ist ein viersitziges Oberklasse-Coupé des japanischen Herstellers Mazda, bei welchem Kunden die Wahl zwischen einem Zwei- oder einem Dreischeiben-Wankelmotor hatten. Gebaut wurde der Cosmo von April 1990 bis August 1995 ausschließlich für den japanischen Markt in einer Auflage von insgesamt 8875 Stück. Mit dem weltweit ersten eingebauten GPS-Navigationssystem (Car Control System (CCS)) und optional erhältlichem Kathodenstrahlröhren-Touchscreen (Steuerung von Klimaautomatik, Mobiltelefon, GPS-Navigation, NTSC Fernsehen, Radio und CD-Player) war er 1990 seiner Zeit voraus.

## Technische Merkmale
Basis für den Eunos Cosmo ist die sogenannte J-Plattform, eine Karosserie-Grundstruktur von Mazda für hinterradgetriebene Fahrzeuge. Es standen zwei Motorversionen zur Wahl:
- Zweischeiben-Wankelmotor Typ 13B, mit 2 × 654 cm³ Kammervolumen (Hubraumäquivalent 2616 cm³)[5], 169 kW (230 PS) bei 6500/min, höchstes Drehmoment von 294 Nm bei 3500/min.
- Dreischeiben-Wankelmotor Typ 20B, mit 3 × 654 cm³ Kammervolumen (Hubraumäquivalent 3924 cm³)[5], 206 kW (280 PS) bei 6500/min, höchstes Drehmoment von 402 Nm bei 3000/min.

Letzteres stellt das in der Automobilgeschichte erste Serienfahrzeug mit einem Dreischeiben-Wankelmotor dar. Beide Motoren verfügen über eine elektronische Benzineinspritzung (Lizenz Bosch), eine Aufladung durch zwei Turbolader in Registeranordnung sowie Ladeluftkühlung. Diese Art der Turboaufladung fand in der Modellreihe RX-7 erst 1992 Einzug (Modellreihe FD, Motortyp 13B REW).
Es stand ausschließlich ein Viergang-Wandlerautomatik-Getriebe zur Verfügung, die Achsuntersetzung beim Modell mit Zweischeiben-Wankelmotor beträgt 4,3 : 1. Die Modelle haben Einzelradaufhängung an beiden Achsen, vorn realisiert über eine Doppelquerlenker-Anordnung, hinten über Querlenker in Verbindung mit Längslenkern. Teile der Radaufhängung bestehen aus Aluminium, die Achsen sind aus Komfortgründen über Fahrschemel mit der Bodengruppe verbunden. Die Stoßdämpfer der Hinterachse sind je Seite doppelt ausgelegt, es gibt innenbelüftete Scheibenbremsen rundum. Lenkung und Bremse sind servounterstützt. Der schwächer motorisierte Eunos besaß Reifen der Dimension 215/60 VR15 und einen Tankinhalt von 72 Liter. Das Modell mit dem Dreischeiben-Wankelmotor unterscheidet sich in der Achsuntersetzung (3,9 : 1), durch eine Differentialsperre, dem serienmäßigen Antiblockiersystem, der veränderten Reifendimension (225/50 VR16) sowie einem größeren Tankinhalt (85 Liter).
Alle Eunos Cosmo besitzen aufgrund der Begrenzung des Verkaufs auf den japanischen Markt Rechtslenkung.

## Weitere Hinweise
Das Design orientiert sich am MX-03 Konzeptfahrzeug aus dem Jahre 1985; der Eunos Cosmo wurde parallel zum Wankelmotor-Sportwagen RX-7 aus dem gleichen Hause angeboten. Die Fachpresse vermutete zunächst, dass das Fahrzeug auch auf dem amerikanischen Markt verfügbar sein wird. Der Verkauf aus Lagerbeständen nach Produktionsende (Aug. 1995) wurde im Juni 1996 abgeschlossen, d. h. bis zu diesem Zeitpunkt stand das Modell in der offiziellen Mazda-Preisliste.
Besonderheit im Interieur ist, dass das Mittelteil des Cockpits zunächst wie eine schwarze Blende wirkt, die sich über die gesamte Fahrzeugbreite zu erstrecken scheint. Erst im Betrieb werden die Anzeigeinstrumente (digitales Kombiinstrument) sichtbar.
In Japan war zulassungsseitig eine Beschränkung der Höchstgeschwindigkeit auf 180 km/h vorgegeben, die Limitierung der maximalen Leistung auf 206 kW (280 PS) hatte ihren Ursprung einst in einer freiwilligen Selbstbeschränkung der Automobilhersteller. Nach Eingriff in die Elektronik zwecks Aufhebung der Geschwindigkeitsbegrenzung sollen beim Modell mit 20B-Motor über 250 km/h möglich sein, beim 13B-Modell ca. 230 km/h.
Der Verkaufsanteil der Modelle mit Dreischeiben-Wankelmotor lag bei ungefähr 40 %. Der Mazda Eunos Cosmo ist eines der Ausstellungsstücke im Museum Autovision in Altlußheim.

## Vergleichbare Fahrzeuge des Marktsegments
- Honda Legend Coupé
- Toyota Soarer / Lexus SC
- Cadillac Eldorado
- Lincoln Mark Series
- BMW 8er / BMW 6er
- Mercedes-Benz C 140